# Chrysoclista lathamella
Chrysoclista lathamella — вид лускокрилих комах родини злакових молей-мінерів (Elachistidae).

## Поширення
Вид поширений в Європі (за винятком південних країн). Присутній у фауні України.

## Опис
Розмах крил становить 11-13 мм.

## Спосіб життя
Імаго літають з червня по серпень. Гусені мінують кору верби (Salix).